# 177 (videojuego)
177 es un videojuego erótico desarrollado y publicado por Macadamia Soft en 1986 para Sharp X1. El juego se porteo por dB-SOFT para PC-88.
El título del juego proviene del artículo del código penal de Japón que prohíbe la agresión sexual.

## Jugabilidad
El juego tiene dos modos de juego. La primera es una secuencia de arcade de desplazamiento lateral durante la cual el jugador debe evitar que la chica llegue a su casa y evitar los peligros en el camino del protagonista. Estos incluyen piedras, barreras, animales como perros y tortugas, etc., y se pueden evitar destruyéndolos o saltándolos. El protagonista corre automáticamente, pero el jugador puede aumentar o disminuir la distancia entre él y la chica que corre. Para hacer que la chica elija el camino equivocado y no pueda encontrar su casa, el protagonista le arroja piedras (estas también pueden usarse para matar animales y destruir obstáculos).
Después de que el protagonista haya atrapado a la chica, el juego cambia a simulación sexual. El jugador presiona las teclas de flecha en un orden específico para corresponder con los movimientos del protagonista. El objetivo es satisfacer sexualmente a la chica. Si el jugador falla, el protagonista es arrestado; si tiene éxito, la chica se casa con el protagonista.

## Controversia
Por los temas tratados, el videojuego se considera el equivalente japonés de Custer's Revenge.  El 10 de octubre de 1986 se discutió 177 en la dieta nacional de Japón. Aunque el Ministerio de Industria y Comercio Internacional no tomó medidas para restringir la venta del juego, el título ayudó a abrir el debate público sobre la censura en los videojuegos.

## Entradas relacionadas
- Controversia en los videojuegos
- Custer's Revenge
- Saori